# Click-through rate
Il click-through rate (in acronimo CTR) ("Percentuale di clic" in italiano) è un tasso che misura l'efficacia di una campagna pubblicitaria on-line. Se un banner o messaggio pubblicitario esposto sul World Wide Web è visualizzato 100 volte (impression delivered, ogni volta che un banner è caricato su una pagina web ed essa è visualizzata nello schermo di un utente) e una persona vi clicca sopra, il CTR risulterà dell'1%; è quindi considerato un indicatore significativo dell'interesse dell'utenza nei confronti del messaggio proposto.
Le percentuali medie CTR nel corso degli anni si sono ridotte anche molto al di sotto del 1%, così che oggi un CTR del 2% è da considerarsi un ottimo successo. Ma scegliendo un sito appropriato per il proprio messaggio, con un alto grado d'affinità con esso (per esempio un sito sul cinema per pubblicizzare un film), lo stesso banner può ottenere un CTR anche molto più alto. Personalizzandolo, usando modalità fuori dal comune e maggiormente invasive, il messaggio ottiene CTR maggiori di un banner pubblicitario standard.
Il CTR è calcolato comunemente dal rapporto tra numero di clic e numero di impression, ma può essere messo in relazione anche con il numero di persone che hanno cliccato (CTOR, ovvero click-to-open rate) che generalmente è considerato più attendibile. Infatti se un utente ha visualizzato il messaggio pubblicitario e vi clicca sopra più volte, il CTR aumenta (anche se i cliccatori in realtà non sono aumentati), mentre il CTOR resta inalterato. Il CTOR è determinante per valutare il successo di campagne marketing on-line o e-mail, newsletter, ecc, e per una corretta e più utile profilazione del proprio database di contatti.
I principali fattori che possono influire sul valore del CTR sono:
- Appeal dell'offerta
- Contenuto del messaggio (grafico e/o testuale)
- Posizione in pagina/email del link da cliccare (CTA, call-to-action)
- Caratteristiche dell'utenza che visualizza l'annuncio (es interessi, confidenza con il mezzo online)
- Convivenza del messaggio con altri contenuti onpage.

## Scopo
Lo scopo delle percentuali di clic è misurare il rapporto tra clic e impressioni di un annuncio online o di una campagna di email marketing. In generale, maggiore è il CTR, più efficace è stata la campagna di marketing nel portare le persone a un sito web.  La maggior parte dei siti web commerciali sono progettati per suscitare una sorta di azione, che si tratti di acquistare un libro, leggere un articolo, guardare un video musicale o cercare un volo. Le persone visitano raramente i siti Web con l'intenzione di visualizzare annunci pubblicitari, allo stesso modo in cui poche persone guardano la televisione per visualizzare gli spot pubblicitari.
Mentre i professionisti del marketing vogliono conoscere la reazione del visitatore web, con la tecnologia attuale è quasi impossibile quantificare la reazione emotiva al sito e l'effetto di quel sito sul marchio dell'azienda. Tuttavia, la percentuale di clic è un dato facile da acquisire. La percentuale di clic misura la percentuale di visitatori che hanno avviato un annuncio pubblicitario che li ha reindirizzati a un'altra pagina dove potrebbero acquistare un articolo o ottenere ulteriori informazioni su un prodotto o servizio. Sono possibili, ma rare, forme di interazione con annunci diversi dal clic; "percentuale di clic" è il termine più comunemente utilizzato per descrivere l'efficacia di un annuncio.

## Costruzione
La percentuale di clic di un annuncio è il numero di volte in cui viene effettuato un clic sull'annuncio, diviso per il numero di volte in cui l'annuncio viene "offerto", ovvero mostrato (chiamato anche "impression"), espresso in percentuale:
{\displaystyle {\text{CTR}}={{\text{Numero di click-throughs}} \over {\text{Numero di impressions}}}\times 100(\%)}
Le percentuali di clic per gli annunci banner sono diminuite nel tempo. Quando i banner pubblicitari hanno iniziato a comparire per la prima volta, non era raro avere tassi superiori al cinque percento. Da allora sono diminuiti, attualmente in media più vicini allo 0,2 o 0,3 per cento. Nella maggior parte dei casi, una percentuale di clic del 2% sarebbe considerata di grande successo, sebbene il numero esatto sia oggetto di accesi dibattiti e varierebbe a seconda della situazione. La percentuale di clic media del 3% negli anni '90 è scesa al 2,4% -0,4% dal 2002. Poiché gli inserzionisti in genere pagano di più per una percentuale di clic elevata, ottenere molti clic con pochi acquisti non è desiderabile per gli inserzionisti. Allo stesso modo, selezionando un sito pubblicitario appropriato con alta affinità (ad esempio, una movie magazine per una pubblicità di film), lo stesso banner può ottenere un CTR sostanzialmente più elevato. Sebbene gli annunci personalizzati, i formati insoliti e gli annunci più invadenti in genere si traducano in percentuali di clic più elevate rispetto agli annunci banner standard, gli annunci eccessivamente invadenti vengono spesso evitati dagli spettatori.
La moderna pubblicità online è andata oltre il semplice utilizzo di banner pubblicitari. I motori di ricerca più diffusi consentono agli inserzionisti di visualizzare annunci con i risultati della ricerca attivati da un utente di ricerca. Questi annunci sono generalmente in formato testo e possono includere collegamenti e informazioni aggiuntivi come numeri di telefono, indirizzi e pagine di prodotti specifici. Queste informazioni aggiuntive si allontanano dalla scarsa esperienza utente che può essere creata da banner pubblicitari intrusivi e forniscono informazioni utili all'utente di ricerca, con conseguenti percentuali di clic più elevate per questo formato di pubblicità pay-per-click. Avere un'elevata percentuale di clic non è l'unico obiettivo per un inserzionista online, che può sviluppare campagne per aumentare la consapevolezza per il guadagno complessivo di traffico prezioso, sacrificando una certa percentuale di clic a tale scopo.

### Email
Una percentuale di clic di un'e-mail è definita come il numero di destinatari che fanno clic su uno o più collegamenti in un'e-mail e sono arrivati al sito Web, blog o altra destinazione del mittente. Più semplicemente, le percentuali di clic delle e-mail rappresentano il numero di clic generati dall' e-mail.
La percentuale di clic delle e-mail viene espressa come percentuale e calcolata dividendo il numero di clic per il numero di recapiti di messaggi monitorati.
La maggior parte degli operatori di email marketing utilizza queste metriche insieme alla frequenza di apertura, alla frequenza di rimbalzo e ad altre metriche, per comprendere l'efficacia e il successo della propria campagna di posta elettronica. In generale non esiste una percentuale di clic ideale. Questa metrica può variare in base al tipo di e-mail inviata, alla frequenza con cui vengono inviate le e-mail, a come viene segmentato l'elenco dei destinatari, alla rilevanza del contenuto dell'e-mail per il pubblico e a molti altri fattori. Anche l'ora del giorno può influire sulla percentuale di clic. La domenica sembra generare in media percentuali di clic notevolmente più elevate rispetto al resto della settimana.
Ogni anno vengono condotti vari tipi di studi di ricerca per monitorare l'efficacia complessiva delle percentuali di clic nell'email marketing.

### Percentuale di clic e ottimizzazione per i motori di ricerca
Gli esperti di ottimizzazione dei motori di ricerca (SEO) hanno affermato dalla metà degli anni 2010 che la percentuale di clic ha un impatto sulle classifiche organiche. Numerosi casi di studio sono stati pubblicati per supportare questa teoria. I sostenitori di questa teoria spesso affermano che la percentuale di clic è un segnale di ranking per l'algoritmo RankBrain di Google.
Gli oppositori di questa teoria affermano che la percentuale di clic ha un impatto minimo o nullo sulle classifiche organiche. Bartosz Góralewicz ha pubblicato i risultati di un esperimento su Search Engine Land dove afferma: "Nonostante la credenza popolare, la percentuale di clic non è un fattore di ranking. Anche il traffico organico massiccio non influirà sulle posizioni organiche del tuo sito web". Barry Schwartz ha scritto su Search Engine Land: "... Google ha detto innumerevoli volte, per iscritto, a conferenze, che il CTR non è utilizzato nel loro algoritmo di ranking."